# Virola surinamensis
Espèce
Synonymes
- Myristica carinata Spruce ex Benth.[2]
- Myristica fatua Sw.[1]
- Myristica gracilis A.DC.[1]
- Myristica sebifera var. longifolia Lam.[1]
- Myristica surinamensis Rol. ex Rottb.[2]
- Palala gracilis (A.DC.) Kuntze[1]
- Palala surinamensis (Rol. ex Rottb.) Kuntze[1]
- Virola carinata var. gracilis Warb.[1]
- Virola carinata (Spruce ex Benth.) Warb.[2]
- Virola glaziovii Warb.[1]
- Virola nobilis A.C. Sm.[1]

Statut de conservation UICN

 EN A1ad+2cd : En danger
Virola surinamensis, le Muscadier fou ou Yayamadou marécage, est une espèce d'arbres des régions tropicales d'Amérique du sud et d'Amérique centrale de la famille des Myristicaceae.
Elle se rencontre principalement dans les terrains marécageux, atteint une hauteur de 20 m et un diamètre de 60 à 70 cm.